# Špegeljtapes
De Špegeljtapes waren audio- en video-opnames van de gesprekken van Martin Špegelj met zijn vrienden die in het geheim werden opgenomen door de inlichtingendienst van het Joegoslavisch leger, de Kontraobaveštajna služba (KOS). Vervolgens werden ze in een documentaire verwerkt door het Zastava Militaire Filmcentrum en naar het Joegoslavië-tribunaal gevlogen in januari 1991.
In de gesprekken spreekt Špegelj over het bewapenen van de Kroaten in de voorbereiding van de afscheiding van Kroatië van Joegoslavië en voor de aanstaande burgeroorlog.
De Kroatische leiders beweerden in eerste instantie dat de film onecht zou zijn. De authenticiteit werd later echter bevestigd door onder andere Stipe Mesić, hoewel hij erbij aangaf dat sommige zinnen uit de context waren gehaald.
Sloveense Oorlog (1991) · Kroatische Oorlog (1991-95) · Bosnische Burgeroorlog (1992-95) · Kroatisch-Bosniakse Oorlog (1992-94) · Kosovo-oorlog (1998-99) · Operatie Allied Force (1999) · Conflict in de Preševo-vallei (2001) · Macedonisch conflict (2001)